# Grand Prix d'été de combiné nordique 2006
Navigation
2005 2007
L'édition 2006 du grand prix d'été de combiné nordique s'est déroulée du 31 août au 4 septembre 2006, en 5 épreuves disputées sur cinq sites différents. Elle a été remportée de nouveau par le coureur autrichien Christoph Bieler, le vainqueur en titre. Le podium était entièrement autrichien ; il s'agissait plutôt d'un quintuplé autrichien, les cinq premiers du classement étant de nationalité autrichienne.
Chose rare, c'est en Suisse, à Kandersteg, que la compétition a commencé. Elle s'est ensuite poursuivie à en Bischofshofen, en Autriche. À partir de la troisième épreuve, c'est en Allemagne que les compétitions se déroulent : à Berchtesgaden, à Steinbach-Hallenberg, puis à Klingenthal pour clore la compétition.
| \| Kandersteg Bischofshofen Berchtesgaden Steinbach-Hallenberg Klingenthal \| Les cinq sites de compétition |
| Kandersteg Bischofshofen Berchtesgaden Steinbach-Hallenberg Klingenthal                                     |

## Calendrier
| Date                    | Type d'épreuve                       | Nombre de partants | Nombre de nations représentées | Vainqueur                             | Deuxième                                        | Troisième                                  | Leader du grand prix |
| 1. Kandersteg           |                                      |                    |                                |                                       |                                                 |                                            |                      |
| 18 août 2006            | Gundersen HS 98 / 15 km              | 29                 | 5                              | Christoph Bieler                      | Mario Stecher                                   | Jason Lamy Chappuis                        | Christoph Bieler     |
| 2. Bischofshofen        |                                      |                    |                                |                                       |                                                 |                                            |                      |
| 20 août 2006            | Épreuve individuelle HS 140 / 10 km  | 46                 | 6                              | Felix Gottwald                        | Mario Stecher                                   | Magnus Moan                                |                      |
| 3. Berchtesgaden        |                                      |                    |                                |                                       |                                                 |                                            |                      |
| 23 août 2006            | Épreuve individuelle HS 98 /2 x 7 km | 21 équipes         | 6                              | Norvège I- Petter Tande - Magnus Moan | Allemagne I- Ronny Ackermann - Björn Kircheisen | Autriche I- Mario Stecher - Felix Gottwald |                      |
| 4. Steinbach-Hallenberg |                                      |                    |                                |                                       |                                                 |                                            |                      |
| 25 août 2006            | Épreuve individuelle HS 140 / 15 km  | 57                 | 10                             | Christoph Bieler                      | Björn Kircheisen                                | Bernhard Gruber                            |                      |
| 5. Klingenthal          |                                      |                    |                                |                                       |                                                 |                                            |                      |
| 27 août 2006            | Épreuve individuelle HS 140 / 10 km  | 58                 | 10                             | Björn Kircheisen                      | Ronny Ackermann                                 | Eric Frenzel                               | Christoph Bieler     |

## Palmarès
| Miejsce | Zawodnik         | Punkty |
| ------- | ---------------- | ------ |
| 1.      | Christoph Bieler | 290    |
| 2.      | Mario Stecher    | 266    |
| 3.      | Felix Gottwald   | 212    |
| 4.      | Bernhard Gruber  | 196    |
| 5.      | Marco Pichlmayer | 102    |
| 6.      | Ronny Heer       | 97     |
| 7.      | Marcel Höhlig    | 75     |
| 8.      | Ivan Rieder      | 73     |
| 9.      | Michael Gruber   | 71     |
| 9.      | Matthias Menz    | 71     |